# Spitzschwanz-Grüntaube

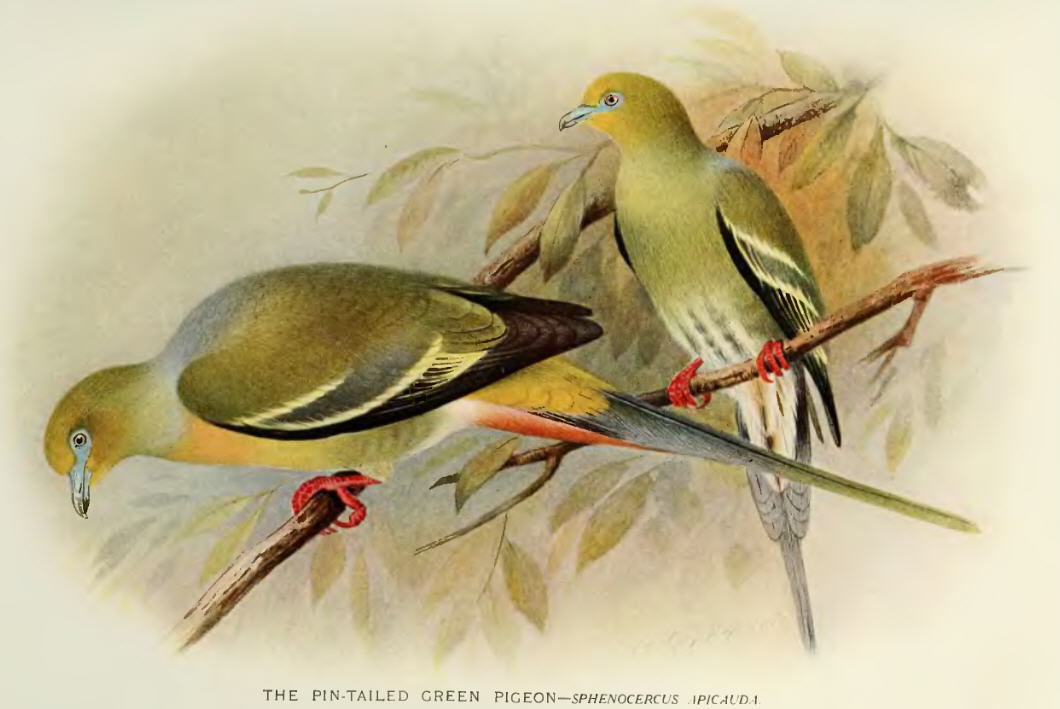
Spitzschwanz-Grüntauben, Illustration

Die Spitzschwanz-Grüntaube (Treron apicauda), auch Spießgrüntaube genannt, ist eine Art der Taubenvögel. Sie ist in Südostasien in mehreren Unterarten verbreitet.
Die Bestandssituation der Spitzschwanz-Grüntaube wird von der IUCN mit ungefährdet (least concern) angegeben.

## Erscheinungsbild
Die Spitzschwanz-Grüntaube erreicht eine Körperlänge von 36 Zentimeter. Sie ist eine mittelgroße, kompakt gebaute Taube, die etwas so groß ist wie eine kleine Stadttaube. Auf den Schwanz entfallen zwischen 14,4 und 19,2 Zentimeter. Der Schnabel ist zwischen 1,8 und 2,2 Zentimeter lang. Der Geschlechtsdimorphismus ist gering ausgeprägt.

### Erscheinungsbild des Männchens
Beim Männchen ist die Wachshaut des Schnabels unbefiedert. Der Vorderkopf wirkt dadurch steil. Der Vorderkopf bis zum Nacken ist leuchtend olivgrün und geht im Nacken auf dem Mantel in ein leuchtendes olivgrün über. Die kleinen Flügeldecken sind ebenfalls leuchtend olivgrün, die mittleren Flügeldecken sind matt olivgrün mit schmalen zitronengelben Säumen auf den Außenfahnen. Die großen Flügeldecken sind ähnlich, allerdings sind die Säume breiter und die äußeren Federn sind schwärzlich. Die Armschwingen sind schwarz mit sehr schmalen weißen Säumen. Auch die Handschwingen sind schwarz, allerdings sind nur die äußersten Federn weiß gesäumt. Der rücken und die Oberschwanzdecken sind leuchtend gelb-oliv, der Schwanz ist schiefergrau. Das mittlere Paar der Steuerfedern ist am längsten und überragt die übrigen Federn um bis zu 8 Millimeter.
Das Kinn, die Kehle und die Ohrdecken sind leuchtend gelblich grün, der Vorderhals ist etwas dunkler. Die Brust ist orange, der Bauch grünlich gelb, die Schenkel und der Bürzel dunkelgrün, die einzelnen Federn haben weiße Außenfahnen.
Die Iris ist rosa bis ziegelrot mit einem azurblauen inneren Ring. Der unbefiederte Augenring ist blau. Die Wachshaut und der Schnabel sind leuchtend blau. Die Schnabelspitze ist blaugrün.

### Erscheinungsbild der Weibchen
Die Weibchen ähneln den Männchen, der hintere Hals und der Mantel sind jedoch leuchtender olivfarben ohne jeglichen Grauton. Die Kehle, das Kinn und die Brust sind dunkler grün. Es fehlt ein orangefarbener Ton auf der Brust. Die Unterschwanzdecken sind isabellfarben. Das mittlere Paar der Steuerfedern ist tendenziell kürzer als bei den Männchen.
Jungvögel haben einen kürzeren Schwanz mit einem mittleren Steuerfederpaar, das die übrigen Federn kaum überragt und das noch nicht spitz ausläuft. Die Säume der Handschwingen sind noch blass graugrün.

## Verwechselungsmöglichkeiten
Im Verbreitungsgebiet der Spitzschwanz-Grüntaube kommen mehrere andere Arten der Grüntauben vor, mit der sie verwechselt werden kann.
Die Weißbauch-Grüntaube ist wesentlich kleiner, ihr Körpergefieder ist grundsätzlich etwas dunkler. Die Unterschwanzdecken sind leuchtend gelb, am Bauch befindet sich ein auffälliger weißer Fleck. Der Orbitalring ist sehr breit. Die Keilschwanztaube ist kleiner und hat immer einen olivfarbenen Bauch. Das mittlere Steuerfederpaar läuft nicht spitz aus.

## Verbreitungsgebiet und Lebensraum
Das Verbreitungsgebiet der Spitzschwanz-Grüntaube ist Nepal, Bhutan, Nordindien, Bangladesch, der Süden von Sichuan und Yunnan, Myanmar und der Nordwesten und Norden von Thailand, Laos und Vietnam. Innerhalb dieses großen Verbreitungsgebietes ist die Spitzschwanz-Grüntaube immer eine seltene Art.
Die Spitzschwanz-Grüntaube ist eine waldbewohnende Art, die in immergrünen Bergwäldern vorkommt. Außerhalb der Brutzeit ist sie auch in Waldgebieten der Tiefebenen anzutreffen. Die Höhenverbreitung reicht von 600 bis 1800 Höhenmetern. In Nepal wurde sie auch schon auf 2800 Höhenmetern beobachtet. Sie unternimmt Höhenwanderung, wenn in den Höhenlagen die Nahrung knapp wird.

## Lebensweise
Die Spitzschwanz-Grüntaube ist eine gesellige Art, die gewöhnlich in Trupps zwischen 10 und 30 Individuen anzutreffen ist. Sie hält sich fast ausschließlich in Baumwipfeln auf, wo sie mit papageienartiger Geschicklichkeit in den Ästen klettert. Auf den Boden kommt sie nur, um zu trinken und Grit aufzunehmen. Sie frisst eine große Bandbreite an Früchten und Beeren. Feigen spielen in ihrer Ernährung eine besonders große Rolle.

## Unterarten
Bisher sind drei Unterarten bekannt:
- Treron apicauda apicauda Blyth, 1846 kommt im Himalaya über den Südwesten Chinas und Myanmars vor.
- Treron apicauda laotianus (Delacour, 1926) ist im Süden Chinas, im Norden Vietnams und im Norden Laos verbreitet.
- Treron apicauda lowei (Delacour & Jabouille, 1924) kommt in Thailand und Zentrallaos vor.